# ویلیام هموند (کشتی)
ویلیام هموند (کشتی) (به انگلیسی: William Hammond (ship)) یک کشتی بود که طول آن ۱۴۹٫۵ فوت (۴۵٫۶ متر) می‌باشد.